# Tomopterus pictipennis
Tomopterus pictipennis är en skalbaggsart som beskrevs av Dmytro Zajciw 1969. Tomopterus pictipennis ingår i släktet Tomopterus och familjen långhorningar. Inga underarter finns listade i Catalogue of Life.